# Hideaki Arai
Hideaki Arai (japanisch 新井 秀明 Arai Hideaki; * 7. März 2000 in der Präfektur Tokio) ist ein japanischer Fußballspieler.

## Karriere
Hideaki Arai erlernte das Fußballspielen in den Jugendmannschaften vom Machida JFC und Kawasaki Frontale sowie in der Universitätsmannschaft der Chūō-Universität. Seinen ersten Vertrag unterschrieb er am 1. Februar 2022 beim Fukushima United FC. Der Verein aus Fukushima, einer Stadt in der gleichnamigen Präfektur Fukushima, spielte in der dritten japanischen Liga. Sein Drittligadebüt gab Hideaki Arai am 29. April 2022 (7. Spieltag) im Auswärtsspiel gegen den Ehime FC. Hier stand er in der Startelf und spielte die kompletten 90 Minuten. Das Spiel endete 0:0.